# Porta Esquilina
Die Porta Esquilina war ein Stadttor des antiken Rom in der Servianischen Mauer. Als Gallienusbogen (arco di Gallieno) ist sie heute noch erhalten.

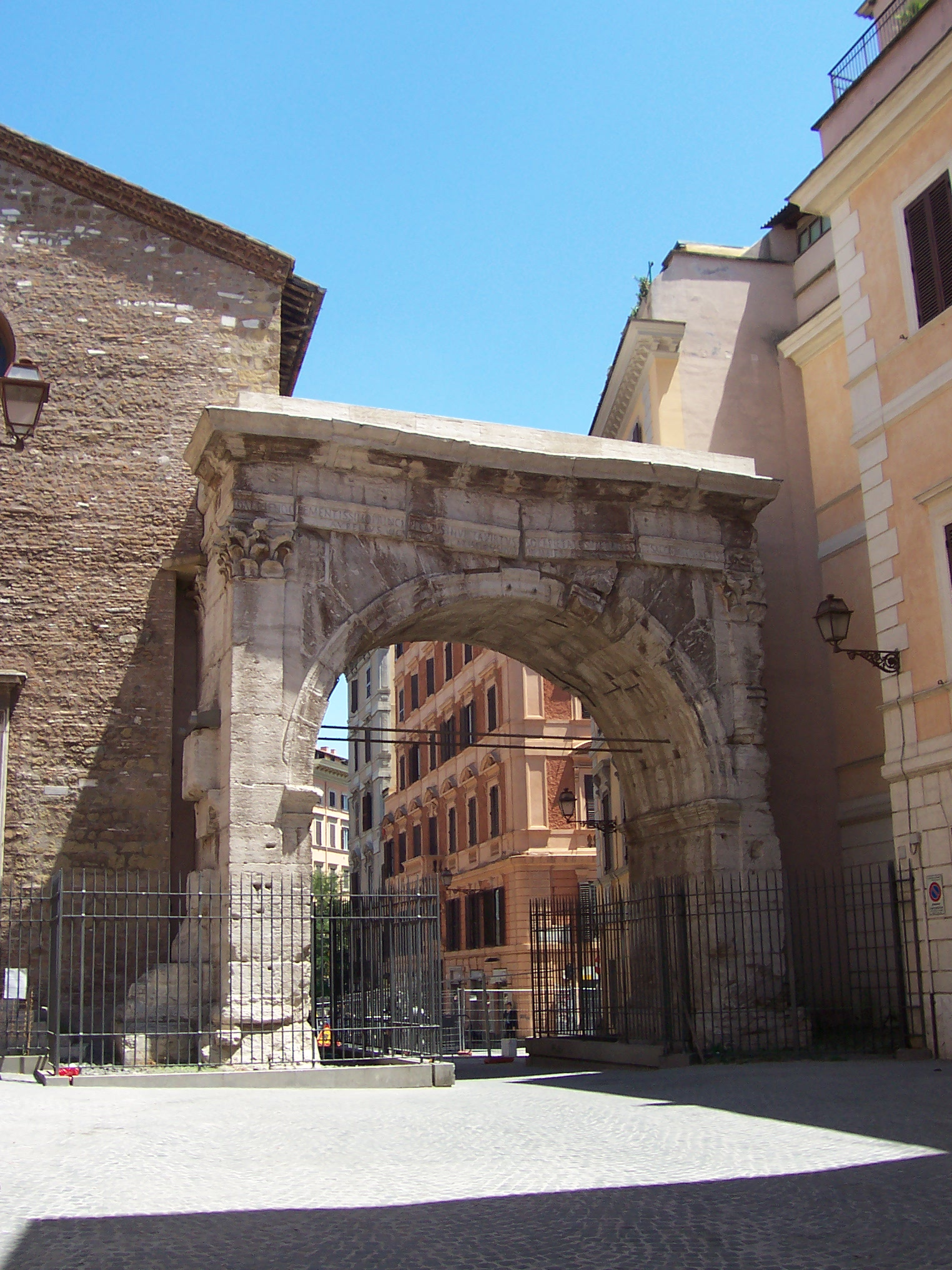
Porta Esquilina/Gallienusbogen

## Lage
Die Porta Esquilina lag auf dem namengebenden Hügel, dem Esquilin, am südlichen Ende der Servianischen Mauer, des agger. Innerhalb der Stadt führte der clivus Suburanus, die Hauptstraße der Subura, zur Porta Esquilina. Außerhalb der Mauer begannen an ihr die Via Labicana, ein Nebenzweig der Via Latina, und die nach Praeneste führende Via Praenestina (die allerdings vermutlich noch eine gewisse Strecke außerhalb der Stadt vereinigt waren) sowie wahrscheinlich die Via Tiburtina nach Tibur.

## Geschichte
In republikanischer Zeit befanden sich vor dem Tor Sandgruben und einfache Begräbnisplätze, bis Ende des 1. Jahrhunderts v. Chr. Maecenas dort umfangreiche Parkanlagen, die horti Maecenates, anlegen ließ, die nach seinem Tod kaiserlicher Besitz wurden. Das Tor selbst war zu diesem Zeitpunkt offenbar verfallen. Augustus ließ es wie andere Stadttore wieder instand setzen. Im Jahr 262 wurde es durch eine Inschrift zum Ehrenbogen für den Kaiser Gallienus geweiht, nach dem es heute noch benannt ist. Die ursprüngliche augusteische Inschrift auf der Attika wurde getilgt. Der etwa quadratische Bau aus Travertin aus Tivoli hatte außer einem großen Torbogen zwei kleine seitliche Durchgänge, die im späten Mittelalter abgebrochen wurden, während der Hauptteil noch erhalten ist (Höhe: 8,80 m; Breite: 7,30 m; Tiefe: 3,50 m).